# Балаклея (станция)
Балакле́я (укр. Балаклія) — железнодорожная станция Южной железной дороги, находящаяся в одноимённом городе и являющаяся его основным транспортным узлом.

Станция открыта для контейнерных перевозок, здесь производится приём и выдача багажа пассажирам.
Основные предприятия, которые обслуживает станция — Балаклейский ремонтный завод  а также склады 65-го арсенала Вооружённых сил Украины.
Линия, проходящая через станцию, электрифицирована на постоянном токе. Здесь расположена тяговая подстанция. Электрификация произведена в 1961 году, до этого линия обслуживалась паровозами.
С 2012 года, в связи с закрытием Балаклейского автовокзала, на железнодорожном вокзале находится автобусная касса. Автобусы отправляются  прямо с привокзальной парковки.
Весной 2017 года, из-за взрывов на арсенале, здание вокзала получило повреждения.